# María Luisa Peña Tabernero
María Luisa Peña Tabernero (Salamanca, 1935), fue diez veces campeona de España con pistola de calibre 22, cinco veces con pistola de aire comprimido, otras tantas campeona de la Copa del Rey, y olímpica en 1984 (Los Ángeles), donde participó como la primera mujer española en la especialidad de pistola deportiva y aire comprimido. Su palmarés reúne además una larga lista de títulos, los máximos entonces alcanzados en España por una mujer en esta modalidad.